# Youenn Gwernig
Youenn Gwernig, né Yves Guernic le 5 octobre 1925 à Scaër (Finistère) et mort le 29 août 2006 à Douarnenez, est un écrivain, sculpteur, musicien, chanteur, producteur de télévision et poète franco-américain.
Il émigre aux États-Unis, pays dont il prend la nationalité, à la fin des années 1950 et ne revient en Bretagne qu'à la fin des années 1960. Il rédige ses écrits en breton, français ou anglais.

## Biographie

### Enfance et formation
Youenn Gwernig naît en 1925 à Scaër.
Il s'initie à la sculpture auprès du père Le Coz, artisan ébéniste à Scaër. Il apprend la cornemuse.
Il rencontre Polig Monjarret à la fin des années 1940 avec qui il commence à sonner en couple, et en 1950 ils intègrent tous deux le Bagad Kemper.

### Carrière
Dans les années 1950, Youenn, qui exerce alors la profession de sculpteur sur bois au Huelgoat, rencontre Glenmor. Ce dernier l’entraîne alors dans sa petite troupe « Breizh a Gan », premier groupe de spectacle en breton depuis l'après-guerre, avec qui il monte une opérette en breton, Genovefa.
En 1957, il part aux États-Unis avec sa femme et ses 2 filles Annaig et Gwenola.
Il correspond avec Jack Kerouac.
Ayant le mal du pays, il décide de rentrer des États-Unis après la mort de Jack Kerouac, avec sa femme (Suzig) et ses filles (Annaïg, Gwenola et Mari-Loeiza).
En 1969, il s'installe à Locmaria-Berrien. Il travaille avec Patrick Ewen et Gérard Delahaye. 
En 1972, il publie un recueil de péosie appelé An Toull en nor. 
En 1974, il enregistre un premier album, Distro Ar Gelted. Mais il est dans la recherche d'une nouvelle identité bretonne complètement ouverte au monde.
En 1976, il enregistre son deuxième album E-kreiz an noz. Il commence à gagner en popularité.
En 1982, il publie La Grande Tribu, réçit de son voyage aux États-Unis.
À son retour en Bretagne, il crée l’association Radio télé Brezhoneg pour défendre la place du breton dans les médias.
Entre 1983 et 1989, il est responsable des programmes en langue bretonne sur FR3.
En 1990, il sort l'album Emañ ar bed va iliz,. .
En 1996, il reçoit le Prix Xavier de Langlais.

### Mort
Youenn Gwernig meurt le 30 août 2006 à l'âge de 80 ans.

## Reprises et hommages

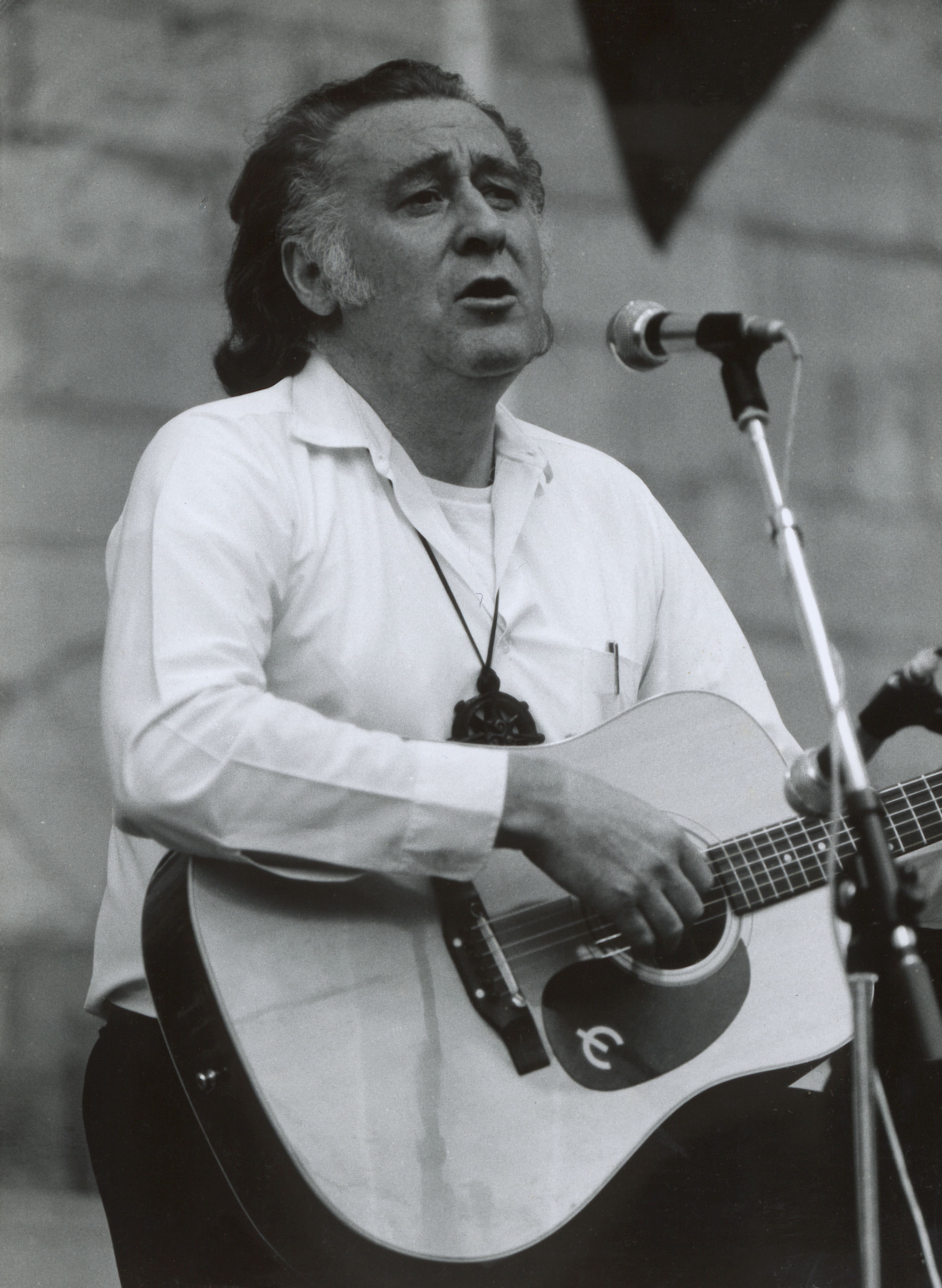
Youenn Gwernig au chant, s'accompagnant à la guitare.

Le Festival des Vieilles Charrues a donné le nom de Youenn Gwernig à une de ses scènes.
L’Espace Culturel Youenn Gwernig de la ville de Scaër est un hommage. La MJC de Scaër lui a rendu hommage en mars 2010.
La ville de Pont-de-Buis a nommé en 2012 sa médiathèque « médiathèque Youenn-Gwernig ».
Un album sort en mars 2014 en hommage à Youenn Gwernig. Intitulé Pedadenn, il comporte 12 titres enregistrés par ses amis musiciens et des membres de sa famille, réunis sous l'association La Grande Tribu. Les titres sont de Annaig et Gwenola Gwernig, avec Arnaud Ruest, Ben Creac'h, Bernard Le Dreau et Jean-Jacques Baillard (d).

## Publications
- An toull en nor (bilingue breton-français, litt. Le Trou dans la porte), Ar Majenn éditions, 1972.
- An diri dir / Les escaliers d’acier / Stairs of steel (trilingue breton-français-anglais), Ar Majenn éditions, 1976.
- Youenn Gwernig, La grande tribu : roman, français, Paris, B. Grasset, 1982, 302 p. (ISBN 2-246-24841-8).
- (br) Youenn Gwernig, Un dornad plu : A handful of feathers : brezhoneg ha saozneg (breton et anglais), S.l, Al Liamm, 1997, 208 p., bilingue breton-anglais (ISBN 2-7368-0050-8).
- Appelez-moi Ange (roman, français, suite de La grande tribu), Blanc Silex, 2002,   (ISBN 2-913969-59-3).Youenn Gwernig, Appelez-moi ange : Suite de la grande tribu, Moëlan-sur-Mer, Blanc silex, 2002, 222 p. (ISBN 2-913969-59-3).
- Kerouac city blues avec Jacques Josse, Daniel Biga, Alain Jégou…

### Films documentaires
- 2010 : Gant Youenn Vras… (Avec le Grand Youenn…) et …En-dro da Youenn (…Autour de Youenn), deux documentaires de 26 min. écrits et réalisés par Jean-Charles Huitorel, en breton sous-titrés en français (Aligal Production / France Télévisions)